# Chính trị cánh tả

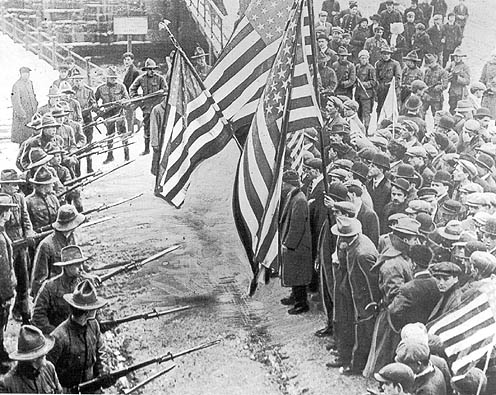
Công đoàn công nhân dệt may ở Lawrence, Hoa Kỳ, tổ chức bãi công vào năm 1912

Trong hệ thống chính trị tả-hữu, chính trị cánh tả, còn gọi là chính trị tả khuynh hay chính trị thiên tả, đề cập đến các khuynh hướng chính trị trái ngược với cánh hữu, bao gồm các lập trường hay hoạt động chính trị chấp nhận hoặc ủng hộ sự công bằng và tiến bộ trong xã hội, phản đối phân tầng xã hội, bất bình đẳng xã hội và thường gắn với những khái niệm như nhà nước phúc lợi, chủ nghĩa cộng hoà, chủ nghĩa dân chủ xã hội, chủ nghĩa cộng sản, chủ nghĩa vô chính phủ, chủ nghĩa Marx, chủ nghĩa công đoàn và phong trào công nhân. Chính trị cánh tả cũng bao gồm việc quan tâm đến những người trong xã hội được coi là có hoàn cảnh bất lợi khi so sánh với những người khác, đồng thời cũng bao gồm các phong trào chống lại những bất công trong xã hội, trong đó có các phong trào nữ quyền, dân quyền, quyền LGBT, đa văn hoá, phản chiến và bảo vệ môi trường.

## Từ nguyên
Thuật ngữ chính trị "Cánh tả" và "Cánh hữu" được đặt ra trong thời kì Cách mạng Pháp (1789–1799), chỉ sự sắp xếp chỗ ngồi trong Quốc hội Pháp lúc bấy giờ: những người ngồi bên trái thường phản đối chế độ quân chủ và ủng hộ cách mạng, thiết lập chế độ cộng hoà và dỡ bỏ các thiết chế của Giáo hội Công giáo, trong khi khi những người ngồi bên phải ủng hộ các thiết chế của Chế độ Cũ. Từ "Cánh tả" được dùng phổ biến hơn sau khi chế độ quân chủ Pháp phục hồi vào năm 1815.